# غلامرضاخان فیلی
غلامرضاخان فیلی، پسرارشد حسینقلی خان ابوقداره والی پشتکوه در زمان ناصرالدین شاه قاجار بود. پس از درگذشت حسین‌قلی‌خان ابوقداره، در سال ۱۳۱۸ قمری، پسرش غلامرضاخان همزمان با سلطنت مظفرالدین شاه جانشین پدر شد و والی‌گری وی تا زمان رضاخان ادامه یافت . او در سال ۱۲۸۱ قمری و در زمان حیات پدرش، دیرکوندهای یاغی بالاگریوه را شکست داد و سرزمین آنان را فتح کرد و از سوی ناصرالدین شاه قاجار ملقب به فتح‌السلطان شد، همچنین امیرجنگ دیگر لقب وی می باشد. در جریان جنگ جهانی اول و بی نظمی‌های حاصل از آن، منطقۀ پشتکوه مورد تجاوز قرار نگرفت و تحت مدیریت غلامرضاخان والی نظم خود را از دست نداد، در حالی که سایر نواحی غرب ایران دچار ویرانی و قحطی شدند.

## اقدامات
ژاک دمورگان در سال ۱۳۲۶ قمری (۱۲۸۶ خورشیدی، ۱۹۰۸ میلادی) دربارهٔ والی پشتکوه و وضعیت آن سرزمین نوشته‌است: 
«والی پشتکوه که از وفاداران صدیق اعلیحضرت شاه ایران می‌باشد، مأمور سرکوبی قبایل جسور سگوند شده‌بود که شهر دزفول را غارت کرده بودند. او خود به فرماندهی نیروی مزبور با دو هزار نفر تا سرحد ولایت خویش پیش رفت.»
سگوند‌ها که از استقرار نیروهای والی در کرانۀ چپ رود کرخه آگاه شده‌بودند متواری شدند. در سال ۱۳۲۶ قمری، عثمانی‌ها با نیرویی مرکب از دو هنگ و مجهز به توپخانه، به منظور غارت محصول کشاورزان مهران به این شهر حمله کردند، ولی غلامرضاخان فیلی عده‌ای تفنگچی و افراد محلی را به سرکردگی سید جواد پسرعموی خود، برای جلوگیری از تجاوز عثمانی‌ها اعزام کرد. قوای والی در این جنگ شجاعانه جنگیدند و کلیۀ افراد عثمانی را کشته یا اسیر کردند و به غائلۀ تجاوز مرزی خاتمه دادند.
از این تاریخ به بعد، از سوی غلامرضاخان فیلی، عده‌ای تفنگچی در مهران، چنگوله و دهلران که در مسیر تجاوز عثمانی‌ها بودند، گمارده شده و به این ترتیب تا قبل از جنگ جهانی اول، که تعیین مرز انجام گرفت، از سوی عثمانی‌ها تجاوزی به خاک ایران در منطقه پشتکوه صورت نگرفت. حتی در هنگام تعیین حدود مرزی، باغشاهی (باخه‌سای) که از آب چنگوله آبیاری می‌شد، به غلامرضاخان والی به عنوان ملک شخصی واگذار شد. از جمله تفنگداران به نام او که تا اواخر عمر او را همراهی کرد، می‌توان به پسر عموی او سید جواد والی و علی‌زمان‌خان اشاره کرد.
لرد کرزن، مؤلف کتاب ایران و قضیۀ ایران، دربارهٔ غلامرضاخان نوشته‌است: 
«در قشون ایران وی سرتیپ است. وی را مدتی ظل‌السلطان گروگان پدرش در اصفهان نگاه داشته بود. جوانی خوش‌سیاست و شکارچی ماهری است. می‌گویند مثل پدرش ظالم و خشن نیست. هر وقت که والی و افرادش در صدد حرکتی برآیند، مقصد خاک عثمانی است. اقامتگاه زمستانی او در حسینیه بر دامنۀ پشتکوه در مقابل مرز عثمانی است. وی از راه کوت‌العماره با بغداد خرید و فروش می‌کند. وی برجسته‌ترین سرکردۀ مرزی است و می‌گویند قادر است سی هزار سرباز بسیج کند».

## روابط با حکام ایالات و ولایات
در سال ۱۳۱۸ قمری (۱۲۷۹ خورشیدی و ۱۹۰۰ میلادی) که سلطان عبدالحمید میرزا عین‌الدوله، حاکم خوزستان و بختیاری به تهران احضار و خلع شد، سالارالدوله پسر سوم ناصرالدین‌شاه قاجار به جای وی منصوب و برای تقویت خود در منطقه، با دختر غلامرضاخان فیلی ازدواج کرد. در سال ۱۳۲۱ و سه سال پس از حکومت غلامرضاخان فیلی، پسر ارشدش امان‌الله خان علیه وی قیام و غلامرضا به ایوان متواری شد، اما چندی بعد میان پدر و پسر صلح برقرار و غلامرضا همان اقتدار سابق را به دست آورد. پس از خلع احمدشاه از سلطنت و انحلال سلسله قاجار و سلطنت به رضاشاه، غلامرضاخان متوجه شد که روزگار حکومت وی به سر آمده‌است. از این رو هنگامی که رضاشاه او را به مرکز احضار کرد، به تهران نرفت و در سال ۱۳۰۷ با نقدینه و جواهرات خود به عراق رفت و در بغداد مقیم شد.
در سال ۱۳۰۸ به او برای بازگشت به ایران تأمین داده شد، اما چون مقارن این ایام جمعی از رؤسای عشایر لرستان، که به آنان نیز تأمین داده شده بود، پس از آمدن به خرم‌آباد به وسیلهٔ عمال رضاشاه (سرلشکر حسین‌آقاجان خزایی) به دار آویخته شدند، غلامرضاخان فیلی را از آمدن به ایران منصرف کرد. غلامرضاخان در سال ۱۳۱۸ در بغداد فوت کرد و در همان کشور به خاک سپرده شد. قبر غلامرضا خان فیلی در قبرستان وادی سلام نجف اشرف است. خاندان ابوقداره در بغداد به عنوان یک خاندان ایرانی متمول شناخته می‌شدند. پیش از آنکه غلامرضاخان برای همیشه به عراق برود. خاندان ابوقداره در عراق املاک وسیع کشاورزی و تجاری داشتند، و بسیاری از ابوقداره‌ها در بغداد سکونت داشتند. لذا غلامرضاخان به عراق رفت و به اقوام خویش در آنجا پیوست. در طول جنگ هشت ساله حکومت عراق از این خاندان خواست که یا به عضویت حزب بعث درآیند یا خاک عراق را ترک کنند آن‌ها عراق را به مقصد ایران، اروپا یا ایالات متحده ترک نمودند و دارایی‌هایی آن‌ها در عراق توسط حکومت مصادره شد. اما پس از سقوط صدام بسیاری از این خاندان درصدد بازگشت به عراق برآمدند. بازماندگان این خاندان در ایران که از نسل امان‌الله خان، علی‌رضاخان، علی‌قلی‌خان و یدالله‌خان هستند با شهرت‌های فیلی، ابوقداره، یاسان، علوی، بهرامی مقدم … در کشور آمریکا و در ایران و در شهرستان‌های ایلام، خرمشهر، کرمانشاه، شیراز، اهواز، تهران، کرج، خرم‌آباد و … پراکنده هستند. 
علیرضاخان شهاب‌الدوله، پسر حسینقلی خان ابوقداره بود. حسین‌قلی‌خان والی هلیلان را برای علیرضاخان خریداری کرد و فرزندانش به نام‌های عبدالحسین‌خان و تیمورخان، پس از رفتن غلامرضاخان والی به عراق در هلیلان باقی ماندند. علی‌قلی‌خان دیگر پسر غلامرضاخان والی که مادرش والیه خانم اقدس الدوله دختر حشمت الدوله بود و همراه با میرزا فرهاد دستیار سابق والی مخالف غلامرضاخان شدند و در نهایت در جنگ رنو که بین نیروهای رزم آرا و عشایر پشتکوه در گرفت شکست خورد و به زندان قصر تهران منتقل گردید. سپس با عفو رضاشاه روبرو شد و نام خانوادگی خود را به یاسان تغییر داد و در استان مرکزی (روستای شهرمیزان خمین) بعنوان ارباب روستا تا زمان انقلاب اسلامی ساکن بود و نهایتا در سال 61 در تهران درگذشت. همچنین یدالله‌خان علوی فیلی، فرزند غلامرضاخان والی بود و در شهر آبدانان زندگی می‌کرد.